# カモンド家

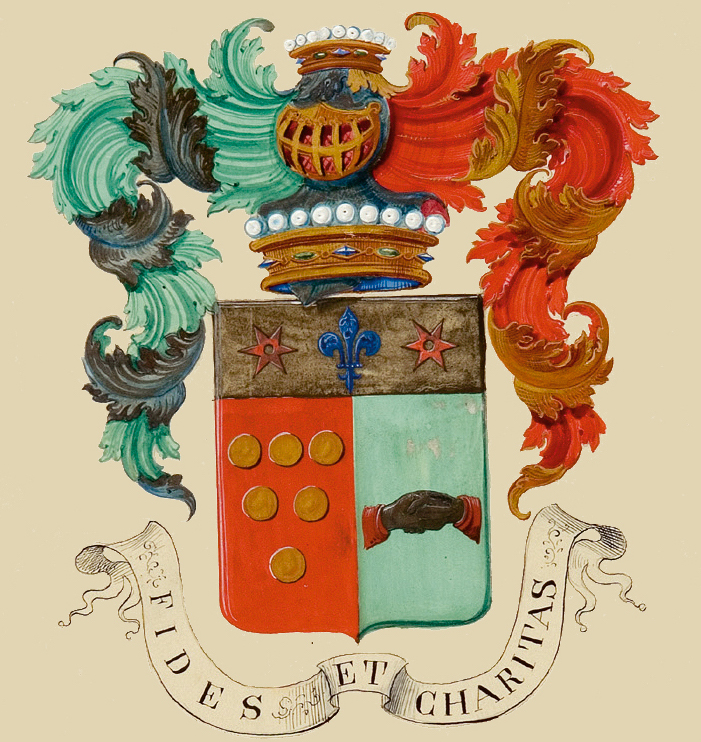
カモンド家紋章

カモンド家は、オスマン帝国（現・トルコ・イスタンブール）を起源とするユダヤ系の金融財閥。イタリア統一に資金援助したことによりイタリア王国初代国王ヴィットーリオ・エマヌエーレ2世より伯爵を授与された。トルコ、フランスの銀行家として繁栄したが、二度の大戦により断絶した。

## 家系

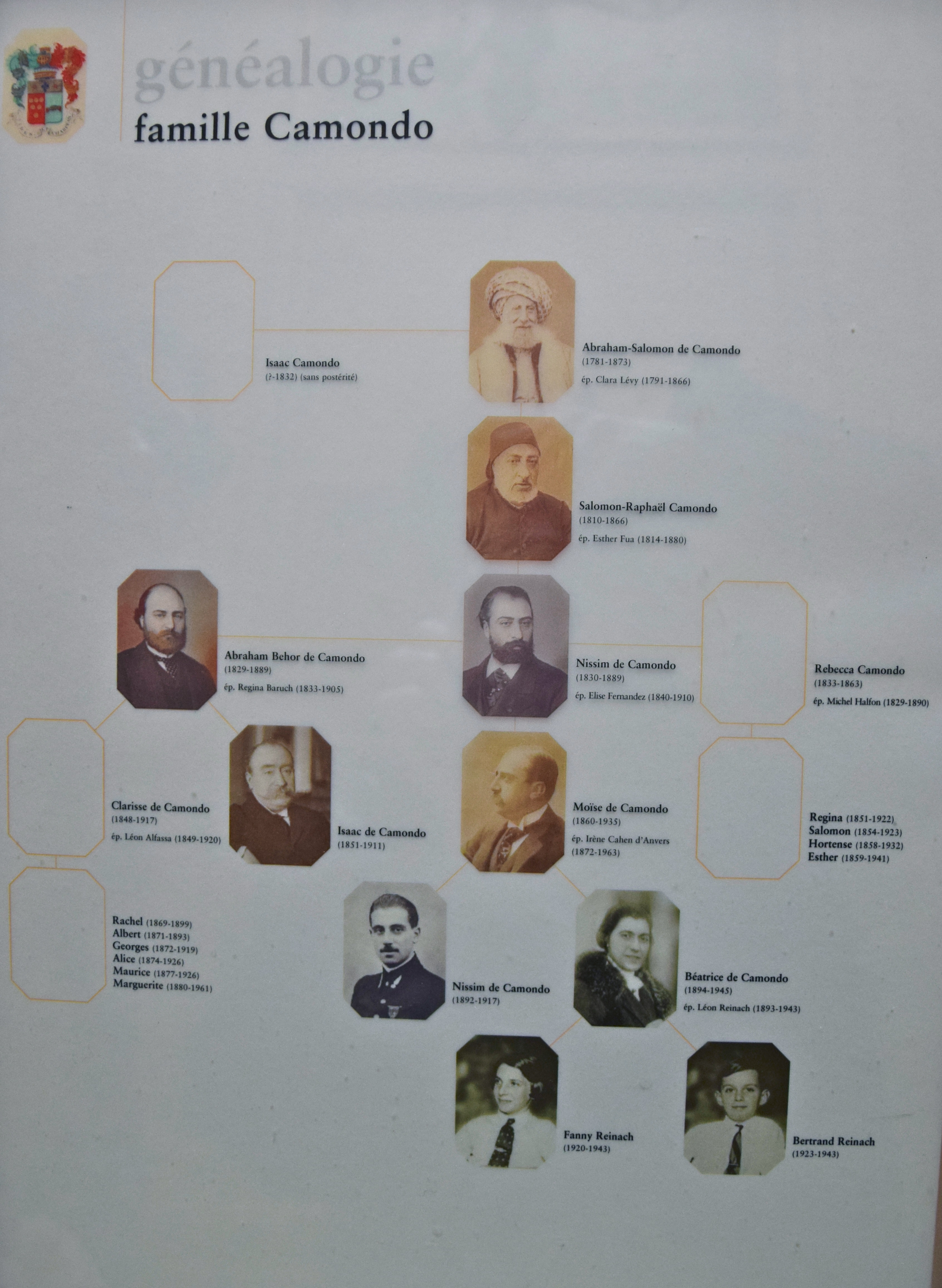
カモンド家系図

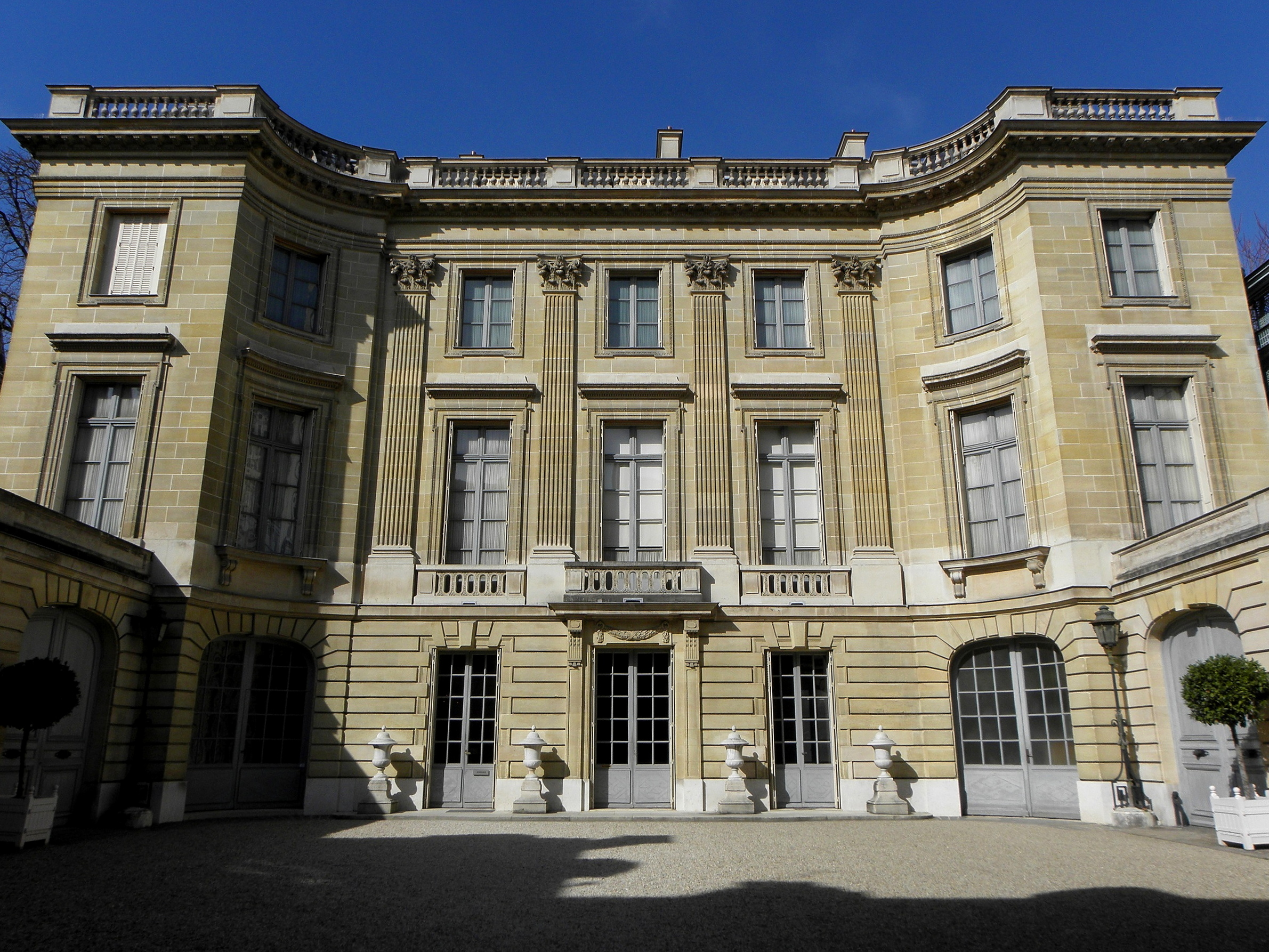
ニッシム・ド・カモンド美術館

先祖はスペインの異端審問から逃れたユダヤ人のディアスポラと言われ、一族はベネチア、イスタンブール、パリへと移動した。
- アブラハム・サロモン・カモンド（en:Abraham Salomon Camondo, 1781-1873） - 兄弟がイスタンブールのガラタで始めた銀行業を引き継ぐ。自治体設立や都市整備に投資し、イスタンブールの近代化に貢献した。
  - サロモン・ラファエル・カモンド   (Salmon Rafael Camondo、1810–1866)
    - アブラハム・ベホー・ド・カモンド(Abraham Behor de Camondo 1829–1889) - 1869年に弟のニッシムとともにフランスに転居し、銀行業を拡大。
      - クラリス・ド・カモンド（Clarisse de Camondo 1848-1917）
      - イザック・ド・カモンド(en:Isaac de Camondo 1851–1911) - 伯爵。美術収集家でルーブル美術館にコレクションがある。

    - ニッシム・カモンド(Nissim Camondo 1830–1889) - 伯爵。フランス・パリ17区境界界隈パリ8区のモンソー通り (fr:Rue de Monceau) 63番地に邸宅を構える[1]
      - モイーズ・ド・カモンド(Moïse de Camondo, 1860–1935) - 伯爵。フランスの銀行家、美術蒐集家。妻はイレーヌ・カーン・ダンヴェール。カーン・ダンヴェール家も同じくイタリア王国から伯爵を得たユダヤ系銀行家。ルネ・セルジャンの設計で邸宅を建て直す。死後、邸宅とコレクションはフランス政府に寄贈され、邸宅は第一次世界大戦で戦死した長男の名を冠し、ニッシム・ド・カモンド美術館 (fr:Musée Nissim-de-Camondo) として公開されている[1]。
        - ニッシム・ド・カモンド( Nissim de Camondo 1892–1917) - フランスの銀行家、パイロット。第一次大戦で戦死。
        - ベアトリス・ド・カモンド ( Béatrice de Camondo 1894–1944) - ユダヤ系フランス人作曲家のレオン・レナック（it:Léon Reinach）の妻となり、夫とともにユダヤ人強制収容所で死去
          - ファニー・レナック(Fanny Reinach 1920-1943) - ユダヤ人収容所で死去
          - ベルトランド・レナック(Bertrand Reinach 1923-1943) - ユダヤ人収容所で死去

    - レベッカ・カモンド（Rebecca Camondo, 1833-1868）
      - レジーナ・ハルフォン　(Regina Halfon 1851-1922)
        - イレーヌ・ヒレル・マノーク（Irène Hillel-Manoach, 1878-1920) - カミーユ・エルランジェの妻

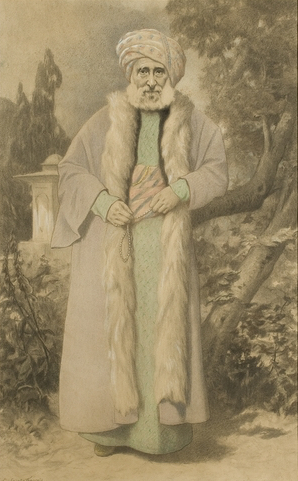
アブラハム・サルモン・カモンド
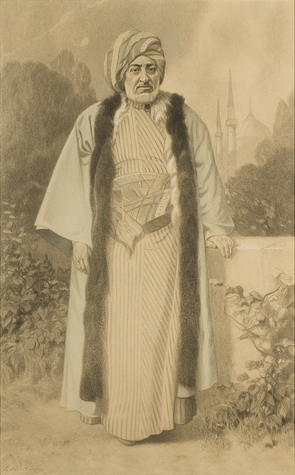
サルモン・ラファエル・カモンド
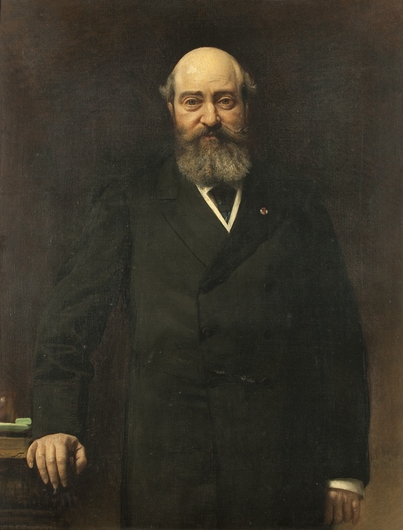
アブラハム・ベホー・ド・カモンド
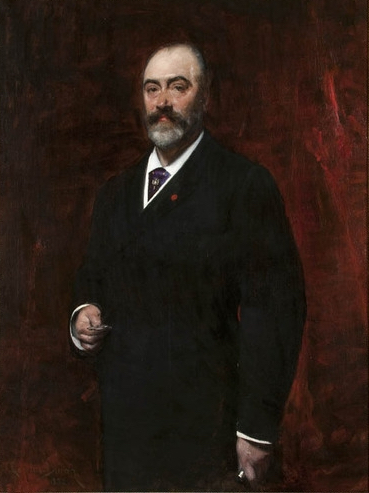
ニッシム・カモンド伯爵
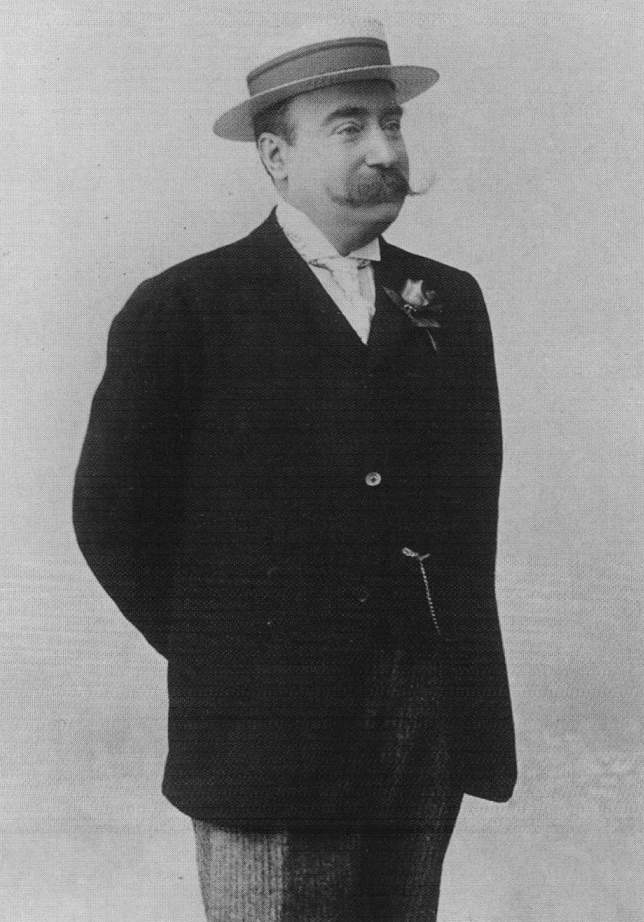
イザック・ド・カモンド伯爵
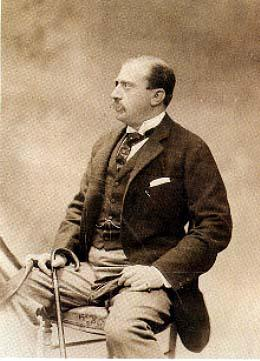
モイーズ・ド・カモンド伯爵
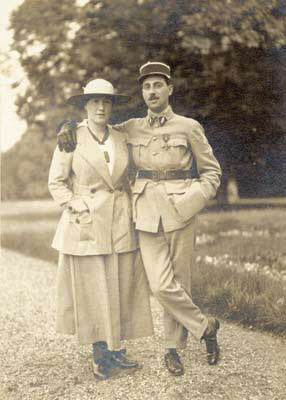
ニッシム・ド・カモンドとベアトリス・ド・カモンド
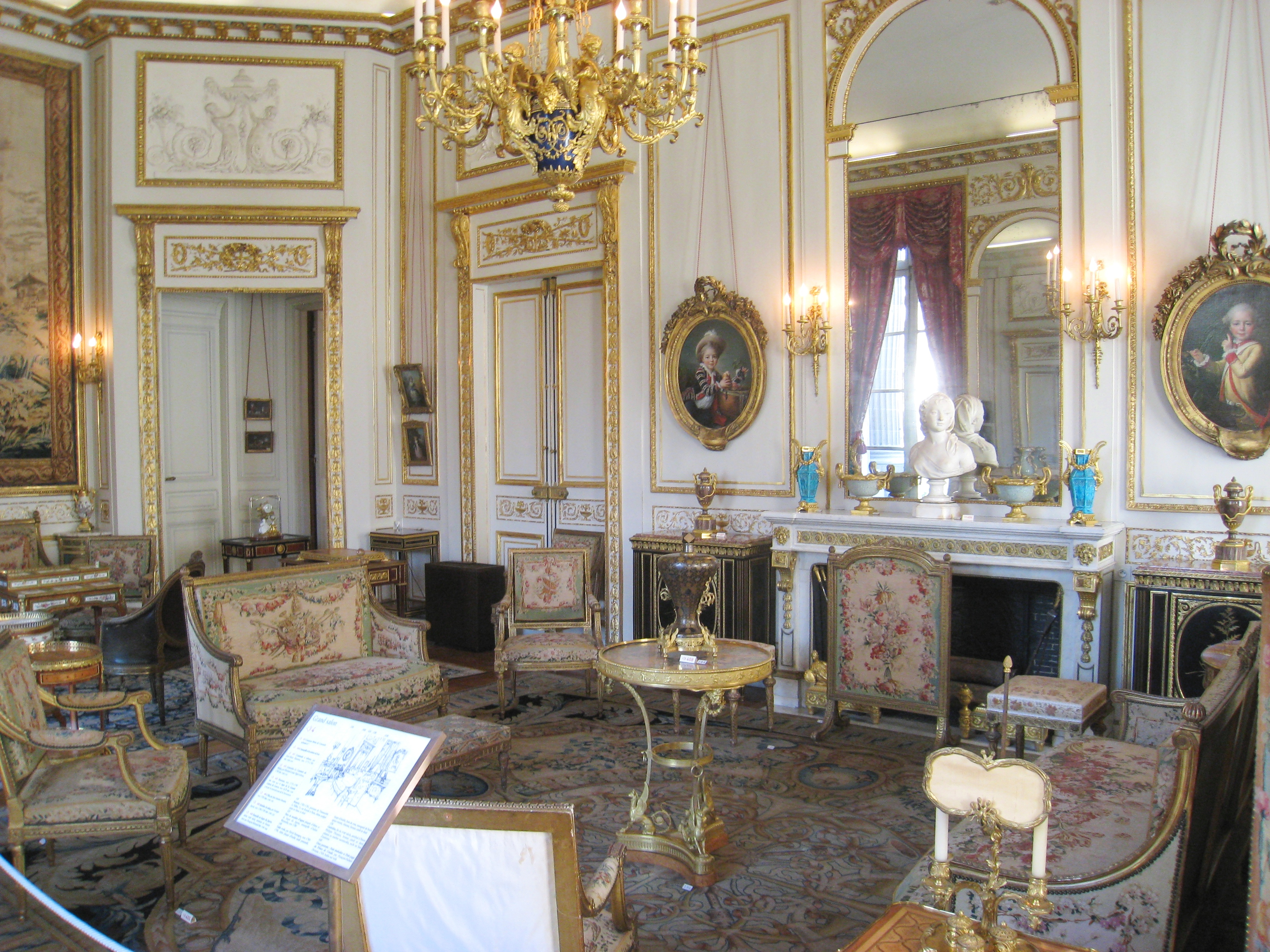
カモンド邸のサロン

## 遺構

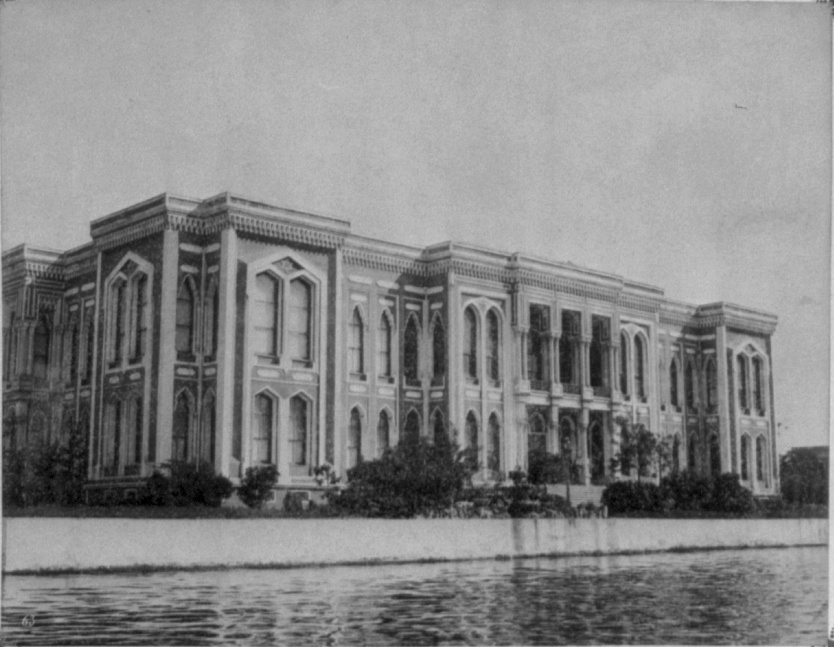
カモンド宮殿

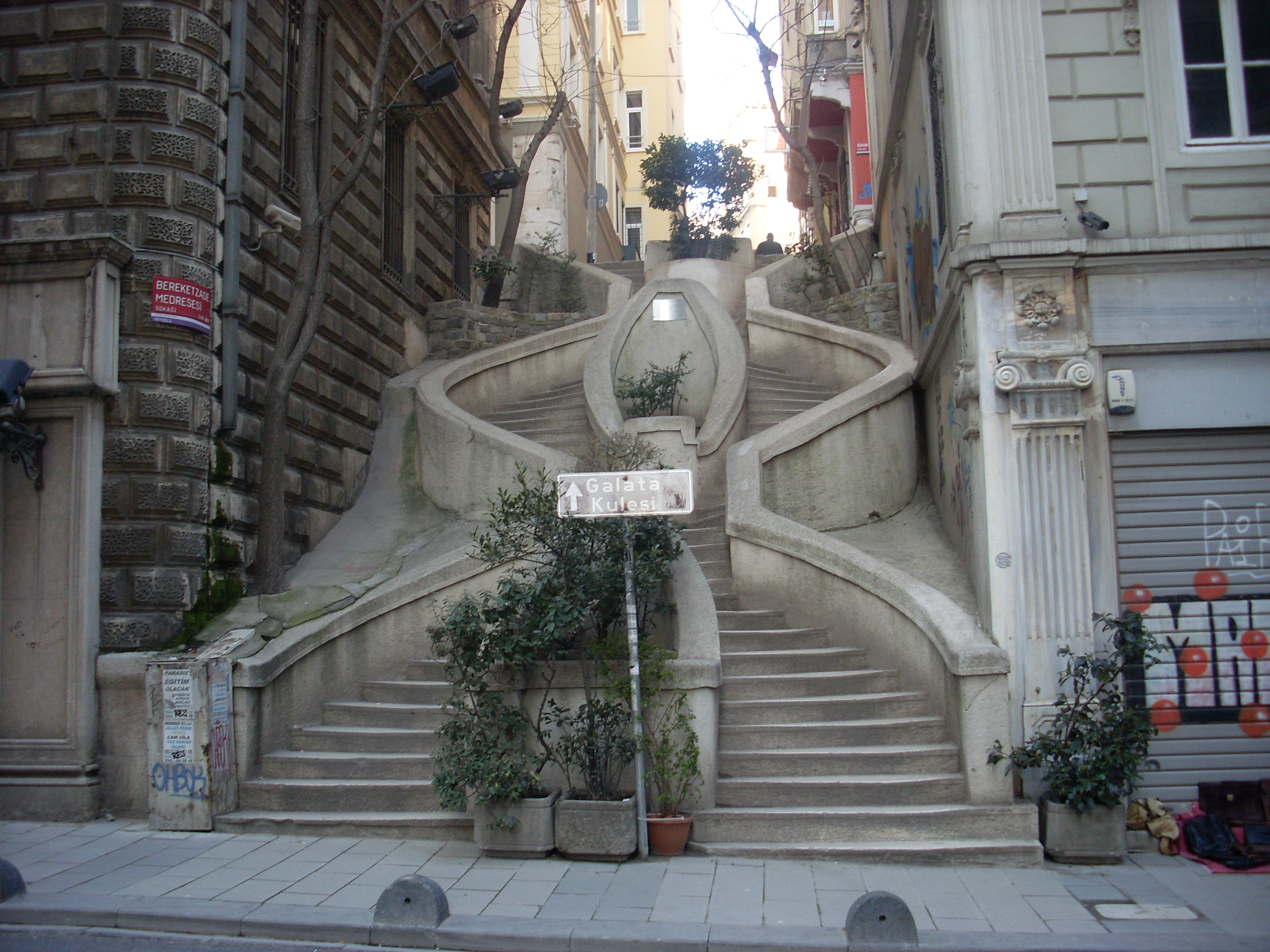
カモンド階段

- カモンド宮殿（イスタンブール） - カモンド家の夏の別荘。現在はトルコ海軍の本部として使われている。
- カモンド階段 （イスタンブール）- 1870年代にイスタンブール郊外ガラタに建設された石の階段。ネオ・パロックとアール・ヌーヴォー様式を取り入れた歩行者用階段で、観光名所となっている。
- ニッシム・ド・カモンド美術館（パリ）